# Fleur bleue
Fleur bleue (anche conosciuto come The Apprentice) è un film del 1971 diretto da Larry Kent.
È uno dei pochissimi esempi di film bilingui del paese che siano stati fatti in Canada.

## Produzione
Il film è stato prodotto dalla Potterton Productions. Le scene sono state girate a Montréal, Québec, Canada.

## Distribuzione
La pellicola è stata distribuita in Canada il 10 settembre 1971 e negli Stati Uniti d'America nel luglio 1996 con il nome di The Apprentice.

## Accoglienza
Il film su IMDb riceve un punteggio di 6.2/10.